# قربان البخور

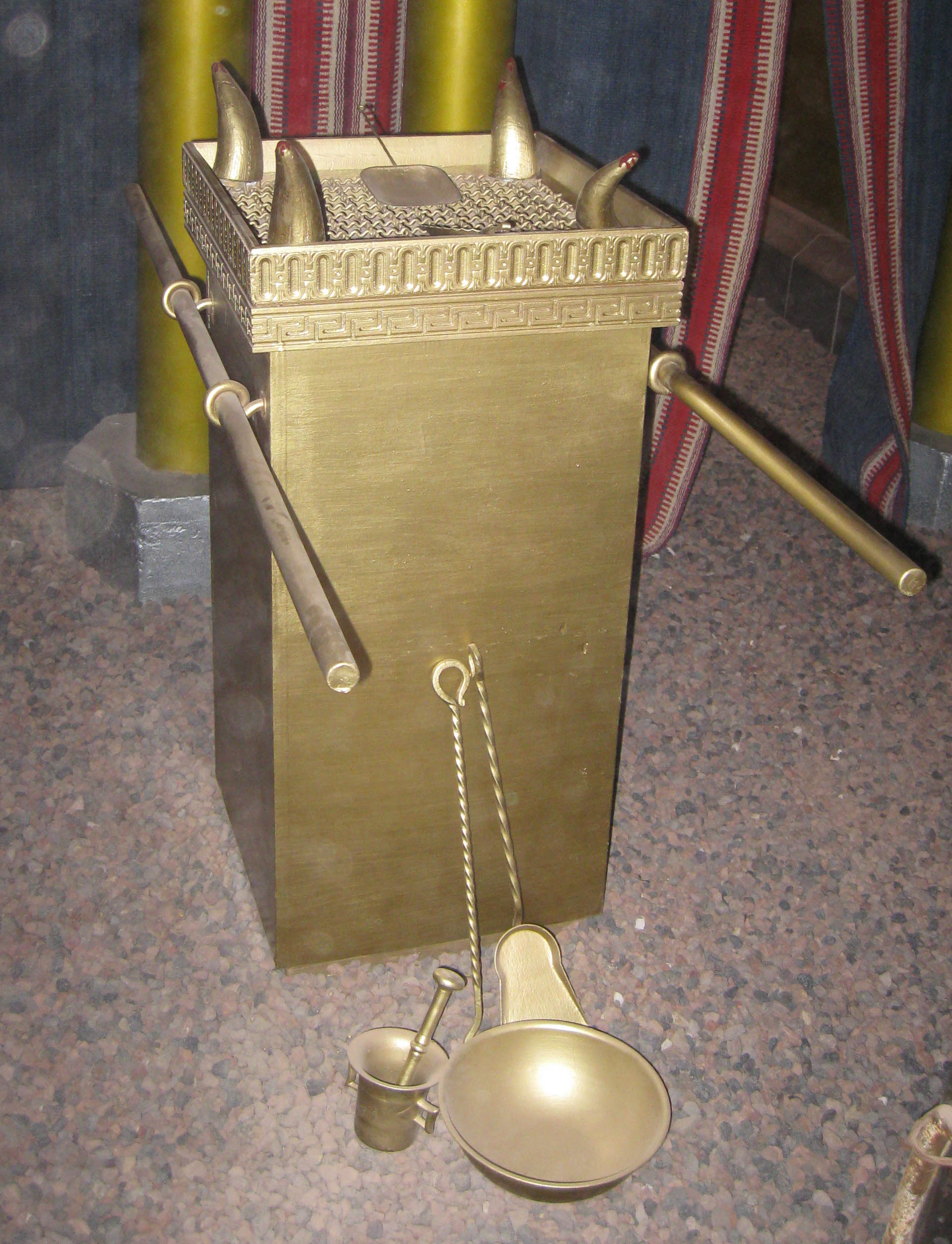
نموذج للمذبح الذهبي

كان قربان البخور (بالعبرية: קְטֹרֶת قطورة) في اليهودية مرتبطة بقرابين العطور على مذبح البخور في زمن خيمة لقاء يهوى ببني إسرائيل، أو مسكن يهوى (بالعبرية מִשְׁכַּן مِشكَن)، وفترة المعبد الأول والثاني، وكان يُعتبر عنصراً هاماً من عناصر الطقوس الدينية الكهنوتية في معبد القدس. 

## في الكتاب المقدس العبري
إن البخور المقدس الموصوف للاستخدام في مسكن يهوى بالبرية كان مصنوعاً من مواد باهظة الثمن قامت الجماعة بالمساهمة بها (سفر الخروج 25: 1، 2، 6؛ 35: 4، 5، 8، 27–29). ويصف سفر الخروج وصفة البخور كالتالي:
وَقَالَ الرَّبُّ لِمُوسَى: «خُذْ لَكَ أَعْطَارًا: مَيْعَةً وَأَظْفَارًا وَقِنَّةً عَطِرَةً وَلُبَانًا نَقِيًّا. تَكُونُ أَجْزَاءً مُتَسَأوِيَةً، فَتَصْنَعُهَا بَخُورًا عَطِرًا صَنْعَةَ الْعَطَّارِ، مُمَلَّحًا نَقِيًّا مُقَدَّسًا. وَتَسْحَقُ مِنْهُ نَاعِمًا، وَتَجْعَلُ مِنْهُ قُدَّامَ الشَّهَادَةِ فِي خَيْمَةِ الاجْتِمَاعِ حَيْثُ أَجْتَمِعُ بِكَ. قُدْسَ أَقْدَاسٍ يَكُونُ عِنْدَكُمْ.  وَالْبَخُورُ الَّذِي تَصْنَعُهُ عَلَى مَقَادِيرِهِ لاَ تَصْنَعُوا لأَنْفُسِكُمْ. يَكُونُ عِنْدَكَ مُقَدَّسًا لِلرَّبِّ. كُلُّ مَنْ صَنَعَ مِثْلَهُ لِيَشُمَّهُ يُقْطَعُ مِنْ شَعْبِهِ» سفر الخروج 30: 34-38.
في نهاية قدس الاقداس بمسكن يهوي، بجوار الستارة التي تفصلها عن قدس الاقداس كان يوجد مذبح البخور (سفر الخروج 30: 1؛ 37: 25؛ 40: 5، 26، 27). ووفقاً لسفر اخبار الأيام، كان يوجد ايضاً مذبح بخور مماثل في معبد سليمان بالقدس (1 سفر اخبار الأيام 28: 18، وكذلك 2 سفر اخبار الأيام 2: 4). كل صباح وكل مساء كان يتم حرق البخور المقدس (سفر الخروج 30: 7، 8؛ وسفر اخبار الأيام 13: 11). ومرة واحدة في السنة، في يوم الغفران ، يتم أخذ جمرات من المذبح في مبخرة، أو مشعل، مع حفنتين من البخور، إلى داخل قدس الاقداس، حيث يتم تدخين البخور امام كرسي الرحمة الخاص بتابوت العهد (سفر اللاويين 16: 12-13).
يذكر سفر الخروج أربع عناصر من البخور، بينما يذكر التلمود سبع عناصر إضافية من التوراة الشفهية. العناصر الأربعة المذكورة في سفر الخروج هي كالتالي:
- ميعة (נָטָף ناتاف)
- ظفر الطيب (שְׁחֵלֶת sheħeleth)
- قنة عطرة (חֶלְבְּנָה ħelbbinah)
- اللبان النقي (לְבוֹנָה זָךְ levonah zakh)

إن مكونات البخور مازالت قيد الدراسة ولم يتم تحديدها تحديداً قاطعاً. فالميعة يتم وصفها بطرق مختلفة على انها يتم استخلاصها من الجزء الشفاف الخاص بالراتنج المر الذي ينضح تلقائياً من الشجرة، أو انه بلسم من شجرة مثل شجرة الابوبالسامو أو شجرة ستيراكس. والاظفار كما تدل عليها الكلمة اليونانية فيتم وصفها بطرق مختلفة على انها غطاء من صدفية يتم العثور عليها في البحر الأحمر (التي يُقال انها تشبه ظفر أصابع اليد)، أو انها نضح شجيرة الورد الصخري الذي يُسمى اللابدانوم (فكلاً من البتلات والعلامات يقال انها تشبه اظافر اليد)، أو ستيراكس الجاوي، أو المقل، أو حتى القرنفل. والقنة العطرة يتم اعتبارها بشكل عام على انها هي نبات الكلخ. كما يتم اعتبارها نوع أكثر اعتدالاً من بلاد الشام أو ربما يكون نوع لصيقاً بعائلة نبات الكلخ يُطلق عليه اسم الشمر العملاق. واللبان النقي هو راتنج شجرة من فصيلة البوزويليا. 

## في اليهودية الهلنستية
يذكر يوسيفوس البخور ويعدد له ثلاثة عشر مكون. 

## في التراث الحاخامي
لقد توسع حاخامات التلمود في وصف خلطة البخور من الاربع مكونات التي ذكرها الكتاب المقدس العبري إلى إحدى عشر مكوناً وفقاً لما يلي:
قام الحاخامات بتعليم كيفية صنع خلطة البخور. فكان يوجد فيها 368 مينا (وحدة أوزان): منها 365 وحدة لكل يوم من أيام السنة الشمسية، نصف وحدة نهاراً، ونصف وحدة مساءً، والثلاث وحدات الإضافية يُحضر منها الكاهن الأكبر ملئ قبضتيه [إلى داخل قدس الاقداس] يوم كيبور. فكان يعيدهم إلى «قدم الهون» في اليوم الذي يسبق يوم كيبور، ويطحنهم طحناً جيداً بحيث يصبحوا ناعمين بشكل استثنائي. وكان يوجد فيهم إحدى شر نوع من البهارات، على النحو التالي: (1) الميعة، (2) الاظفار، (3) القنة العطرة، (4) اللبان النقي – وكل صنف من هذه الأصناف كان يزن 70 مينا [ويشكل كل منها 19.02% من الوزن الكلي]؛ (5) المر، (6) سليخة، (7) السبيكنارد، (8) الزعفران، وكل صنف منها يزن 16 مينا [ويشكل كل منها 4.35% من الوزن الكلي]؛ (9) القسط الهندي – 12 مينا [يشكل 3.26% من الوزن الكلي]؛ (10) لحاء عطري – 3 مينا [ يشكل 0.82% من الوزن الكلي]؛ (11) قرفة – 9 مينا [تشكل 2.45% من الوزن الكلي]؛ [بالإضافة إلى] 9 كاب (وحدة حجم) من محلول كارشينا القلوي؛ 3 صحن و3 كاب من النبيذ القبرصي – وإذا لم يتوفر له نبيذ قبرصي يُحضر نبيذ ابيض معتق؛ ربع كاب من ملح سدوم؛ وكمية دقيقة من عشب معاله آشان. ويقول الحاخام ناثان البابلي: وايضاً كمية دقيقة من العنبر الأردني. واذا أضاف عسل فهو يبطله؛ وإذا تعمد اغفال أحد العناصر فإنه يستحق عقوبة الموت. ويقول الحاخام شمعون بن جمالائيل: ما الميعة إلا نسغ يقطر من اغصان شجر البلسم. وسبب احضار محلول كارشينا القلوي هو تنقية الاظفار حيث انه لاذع بينما كان البول (מי רגליים) أكثر ملائمة لهذا الامر، ورغم ذلك، لا يحضر أحد البول إلى داخل المعبد، احتراماً.
نجد انه وفقاً للتلمود فإن منزل افتيناز كان هو المسؤول عن تركيبة بخور القطورة في زمن المعبد الثاني.

## في المسيحية
ييشير العهد الجديد عدة إشارات إلى البخور، ويتضمن ذلك الإشارة الكريستولوجية إلى الجمرات المأخوذة من مذبح البخور خلف الحجاب يوم الغفران (سفر العبرانيين 9: 3-4)، والإشارة إلى صلوات المؤمنين كأنها بخور (سفر الرؤيا 5: 8). ونجد في رمزية المسيحية المتأخرة ان دخان البخور المنبعث من المبخرة تمثل الصلاة المقدمة. وتم تطوير ذلك في فن العصور الوسطى المسيحي. ونجد في الكنيسة الكاثوليكية، والكنيسة الارثوذكسية، وجزء كبير من الكنيسة الانجيلية، ومن بين الكنائس اللوثرية أيضاً، ان البخور مازال يتم استخدامه في الطقوس الليتورجية بالإضافة إلى بعض الصلوات الشعبية خارج طقوس الكنيسة.

## قائمة المراجع
1. ↑  Jacob Neusner Yoma 1990 Page 82 "It is the wood offering which makes possible the incense offering. It must follow that the wood-offering should take ... The wood-offering comes before the blood rite, and the blood rite comes before the burning of the incense."
2. ↑  Paul Heger The development of incense cult in Israel 1997 - Page 94 "This would imply that the incense was composed of only four elements, which would contradict the talmudic record that the incense had eleven ingredients, as well as Josephus' account of thirteen ingredients.
3. ↑   J. Carl Laney Answers to Tough Questions from Every Book of the Bible: 1997 "While the altar of incense stood in the Holy Place before the veil, its ritual use on the Day of Atonement was connected with the Holy of Holies.
4. ↑  James E Smith The Pentateuch - 2006 Page 243 "Typology is the study of these foreglimpses of Christ and the Christian age.
5. ↑  Evangelical Dictionary of Theology Walter A. Elwell - 2001- Page 49 "The smoke of incense arising and filling the tabernacle signified offered prayer".
6. ↑  Leslie Ross Medieval Art: A Topical Dictionary - 1996 Page 253 "TYPOLOGY The elders carry harps and golden vessels of incense which are described as containing the prayers of *saints."

- أرنولد لوستيجر، ومايكل توبس، الطبعة الكاشيرية، يوم كيبور، ماشزور: مع التعليق المعتمد من تعاليم الحاخام جوزيف بي سولوفيتشيك، دار كاهال للنشر، 2006.
- البخور الموسوعة اليهودية (1906)